# LA Tennis Open
A  LA Tennis Open   korábban  Countrywide Classic, Mercedes-Benz Cup és Pacific Southwest Championships,  minden év július végén/augusztus elején  megrendezett tenisztorna az USA-ban található Los Angelesben. A versenyt csak férfiak számára rendezik, az ATP 250 Series tornák közé tartozik. A mérkőzések szabadtéren kemény borításon folynak. Összdíjazása 619 000 dollár. Az első versenyt 1927-ben rendezték meg, jelenleg a tornán 28 teniszező vehet részt az egyéni versenyen. 1975-ig női versenyeket is rendeztek.

## Döntők

### Egyéni
| Év   | Győztes               | Ellenfél a döntőben | Eredmény a döntőben          |
| ---- | --------------------- | ------------------- | ---------------------------- |
| 2009 | Sam Querrey           | Carsten Ball        | 6–4, 3–6, 6–1                |
| 2008 | Juan Martin del Potro | Andy Roddick        | 6–1, 7–6(2)                  |
| 2007 | Radek Štěpánek        | James Blake         | 7–6(7), 5–7, 6–2             |
| 2006 | Tommy Haas            | Dmitry Tursunov     | 4–6, 7–5, 6–3                |
| 2005 | Andre Agassi          | Gilles Müller       | 6–4, 7–5                     |
| 2004 | Tommy Haas            | Nicolas Kiefer      | 7–6(6), 6–4                  |
| 2003 | Wayne Ferreira        | Lleyton Hewitt      | 6–3, 4–6, 7–5                |
| 2002 | Andre Agassi          | Jan-Michael Gambill | 6–2, 6–4                     |
| 2001 | Andre Agassi          | Pete Sampras        | 6–4, 6–2                     |
| 2000 | Michael Chang         | Jan-Michael Gambill | 6–7(2), 6–3, visszalépett    |
| 1999 | Pete Sampras          | Andre Agassi        | 7–6(3), 7–6(1)               |
| 1998 | Andre Agassi          | Tim Henman          | 6–4, 6–4                     |
| 1997 | Jim Courier           | Thomas Enqvist      | 6–4, 6–4                     |
| 1996 | Michael Chang         | Richard Krajicek    | 6–4, 6–3                     |
| 1995 | Michael Stich         | Thomas Enqvist      | 6–7(7), 7–6(4), 6–2          |
| 1994 | Boris Becker          | Mark Woodforde      | 6–2, 6–2                     |
| 1993 | Richard Krajicek      | Michael Chang       | 0–6, 7–6(3), 7–6(5)          |
| 1992 | Richard Krajicek      | Mark Woodforde      | 6–4, 2–6, 6–4                |
| 1991 | Pete Sampras          | Brad Gilbert        | 6–2, 6–7(5), 6–3             |
| 1990 | Stefan Edberg         | Michael Chang       | 7–6, 2–6, 7–6                |
| 1989 | Aaron Krickstein      | Michael Chang       | 2–6, 6–4, 6–2                |
| 1988 | Mikael Pernfors       | Andre Agassi        | 6–2, 7–5                     |
| 1987 | David Pate            | Stefan Edberg       | 6–4, 6–4                     |
| 1986 | John McEnroe          | Stefan Edberg       | 6–2, 6–3                     |
| 1985 | Paul Annacone         | Stefan Edberg       | 7–6, 6–7, 7–6                |
| 1984 | Jimmy Connors         | Eliot Teltscher     | 6–4, 4–6, 6–4                |
| 1983 | Gene Mayer            | Johan Kriek         | 7–6, 6–1                     |
| 1982 | Jimmy Connors         | Mel Purcell         | 6–2, 6–1                     |
| 1981 | John McEnroe          | Sandy Mayer         | 6–7, 6–3, 6–3                |
| 1980 | Gene Mayer            | Brian Teacher       | 6–3, 6–2                     |
| 1979 | Peter Fleming         | John McEnroe        | 6–4, 6–4                     |
| 1978 | Arthur Ashe           | Brian Gottfried     | 6–2, 6–4                     |
| 1977 | Stan Smith            | Brian Gottfried     | 7–5, 3–6 6–4                 |
| 1976 | Brian Gottfried       | Arthur Ashe         | 6–2, 6–2                     |
| 1975 | Arthur Ashe           | Roscoe Tanner       | 3–6, 7–5, 6–3                |
| 1974 | Jimmy Connors         | Harold Solomon      | 6–3, 6–1                     |
| 1973 | Jimmy Connors         | Tom Okker           | 7–5, 7–6                     |
| 1972 | Stan Smith            | Roscoe Tanner       | 6–4, 6–4                     |
| 1971 | Pancho Gonzalez       | Jimmy Connors       | 3–6, 6–3, 6–3                |
| 1970 | Rod Laver             | John Newcombe       | 4–6, 6–4, 7–6                |
| 1969 | Pancho Gonzalez       | Cliff Richey        | 6–0, 7–5                     |
| 1968 | Rod Laver             | Ken Rosewall        | 4–6, 6–0, 6–0                |
| 1967 | Roy Emerson           | Marty Riessen       | 12–14, 6–3, 6–4              |
| 1966 | Allen Fox             | Roy Emerson         | 6–3, 6–3                     |
| 1965 | Dennis Ralston        | Arthur Ashe         | 6–4, 6–3                     |
| 1964 | Roy Emerson           | Dennis Ralston      | 6–3, 6–3                     |
| 1963 | Arthur Ashe           | Whitney Reed        | 2–6, 9–7, 6–2                |
| 1962 | Roy Emerson           | Rod Laver           | 16–14, 6–3                   |
| 1961 | Jon Douglas           | Roy Emerson         | 6–2, 1–6, 6–4                |
| 1960 | Barry MacKay          | Earl Buchholz       | 5–7, 6–4, 6–4, 3–6, 6–3      |
| 1959 | Roy Emerson           | Ramanathan Krishnan | 6–3, 4–6, 6–0, 6–4           |
| 1958 | Ham Richardson        | Alex Olmedo         | 7–5, 6–2, 4–6, 9–7           |
| 1957 | Vic Seixas            | Gilbert Shea        | 9–7, 6–3, 6–4                |
| 1956 | Herbert Flam          | Ken Rosewall        | 4–6, 6–1, 5–7, 6–3, 7–5      |
| 1955 | Tony Trabert          | Herbert Flam        |                              |
| 1954 | Vic Seixas            |                     |                              |
| 1953 | Ken Rosewall          | Vic Seixas          | 6–4, 1-6, 3-6, 6-1, 6-4      |
| 1952 | Vic Seixas            | Frank Sedgman       | 6–4, 6–4, 6–4                |
| 1951 | Frank Sedgman         | Tony Trabert        | 6–3, 6–3, 2–6, 6–4           |
| 1950 | Frank Sedgman         | Ted Schroeder       | 9–7, 6–3, 6–2                |
| 1949 | Pancho Gonzalez       | Ted Schroeder       | 6–3, 9–11, 8–6, 6–4          |
| 1948 | Ted Schroeder         | Frank Parker        | 4-6, 7-9, 7-5, visszalépett  |
| 1947 | Jack Kramer           | Ted Schroeder       | 10-8, 6-4, 6-4               |
| 1946 | Jack Kramer           | Ted Schroeder       | 6–2, 6–8, 6–2, 8–6           |
| 1945 | Frank Parker          | Herbert Flam        | 6–2, 6–4                     |
| 1944 | Frank Parker          |                     |                              |
| 1943 | Jack Kramer           | Pancho Segura       | 0–6, 6–1, 6–2                |
| 1942 | Frank Parker          | Pancho Segura       | 6–4, 6–1, 6–3                |
| 1941 | Frank Parker          | Frank Kovacs        |                              |
| 1940 | Robert Riggs          | Donald McNeill      | 5-7. 2-6, 6-0, 12-10, 6-3    |
| 1939 | John Bromwich         | Ferenc Puncec       |                              |
| 1938 | Adrian Quist          | Harry Hopman        | 6–3, 0–6, 6–4, 6–4           |
| 1937 | Donald Budge          | Gottfried von Cramm | 2–6, 7–5, 6–4, 7–5           |
| 1936 | Donald Budge          | Fred Perry          | 6–2, 4–6, 6–2, 6–2           |
| 1935 | Donald Budge          | Roderich Menzel     | 1–6, 11–9, 6–3, visszalépett |
| 1934 | Fred Perry            | Lester Stoefen      | 10–8, 6–4, 6–3               |
| 1933 | Fred Perry            | Jiro Satoh          | 6–4, 1–6, 6–0, 7–5           |
| 1932 | Fred Perry            | Jiro Satoh          | 6–2, 6–4, 7–5                |
| 1931 | Ellsworth Vines       | Fred Perry          | 8–10, 6–3, 4–6, 7–5, 6–2     |
| 1930 | Ellsworth Vines       | Gregory Mangin      |                              |
| 1929 | John Doeg             | John Van Ryn        | 8–10, 7–5, 9–7, 8–6          |
| 1928 | Henri Cochet          | Christian Boussus   | 2–6, 6–4, 6–3, 6–3           |
| 1927 | William Tilden        | Francis Hunter      | 6–2, 6–4, 6–2                |

## Külső hivatkozások
- Hivatalos oldal